# Peklenske počitnice
Peklenske počitnice: za dekleta, ki ne verjamejo v lastno moč, in za fante, ki grdo govorijo o njih je slovenski mladinski roman Janje Vidmar. Izšel je leta 1999 v Ljubljani pri založbi DZS v zbirki Dober dan, roman! Sestavljen je iz 15 poglavij ter epiloga. Obsega 223 strani. Knjiga je bila zaradi priljubljenosti večkrat ponatisnjena.

## Vsebina
ENA
Zgodba se začne s predstavitvijo treh glavni likov, 13-letne prehitro razvite Pljučke (Lučka), njene inteligentne močne sestre Knedle (Klara) ter njune najboljše prijateljice Sove (Sanda), ki se boji fantov. Pljučka je leto starejša in je nesrečno zaljubljena v 16 let starega “skejterja” Miča Leskovška. Zasleduje ga vsak dan in očetu krade časopis, da mu izvrta luknje, skozi katere ga lahko gleda. Sestra in prijateljica nad njim nista najbolj navdušeni. Zjutraj se odpravijo za njim. Sedel je na tleh pred kinom in Pljučka se opogumi in stopi do njega, kjer se le osramoti. Sramota je hitro pozabljena, ko se za njo prikaže manekenka Petra, v katero je zaljubljen Mič. Odločijo se, da Miču napišejo ljubezensko pismo v Petrinem imenu.
DVA
Miča zbudi budilka in kmalu zatem v sobo pride njegov oče, ki že leta nima službe in doma le popiva. Prinese mu “Petrino” pismo. Mič se razveseli. Pred blokom ga čakajo tri prijateljice in ko pride ven, mu Plujčka izroči še eno Petrino pismo pod pretvezo, da sta njen in Petrin oče družinska prijatelja. Sledijo mu v lokal, kjer že izpoveduje Petri svojo ljubezen. Žal pa ju prestreže Petrin fant Džani, ki Miča pretepe. Knedla nato jeznemu Miču obrazloži, da ga Petra res mara, vendar je ujeta pri tistem nasilnežu. Dekleta se zmenijo, da mu napišejo še tretje pismo, v katerem ga Petra vabi na zmenek pred Mrkim gozdom. Vsi odidejo domov in Sovo doma pričaka babica s cmoki in pismom staršev iz Nemčije, ki jih Sanda tako zelo pogreša. Tako spiše pismo za starša in za Pljučkino ljubezen.
TRI
Zvečer sestri na jasi pred Mrkim gozdom nemirno čakata Miča, ki sta mu po domofonu predale povabilo. Namesto Miča pa se prva prikaže njegova mama, ki ga ob njegovem prihodu krega in odpelje domov. Pljučka se od nesreče želi ubiti in Knedli postane jasno, da mora nekaj hitro ukreniti. Spomni se, da bodo Miča preprosto ugrabile in ga prisilile, da se zaljubi v Pljučko. Izmislijo si tudi njegov skriven vzdevek; Lassie ter ime misije: Peklenske počitnice. Domov prideta pozno in Pljučko razganja od navdušenja, vendar Sove še ne moreta seznaniti z novim planom. Zjutraj Knedla Pljučko obvesti, da bodo Miča omamile, zvezale in ugrabile ter ga zaprle v Peklensko graščino. Pljučka naveličano zaspi nazaj.
ŠTIRI
Sestri Sovo obvestita o ugrabitvi in ta je skeptična in prestrašena, kako bi tri deklice ugrabile odraslega fanta. Med načrtovanjem jih zmoti radovedna Mirica Zafošnik, vaška “špeckahla”, ki pri mami v Grajskem naselju preživlja le poletja. Dekleta se hitro znajdejo in ji zatrdijo, da pripravljajo zabavo presenečenja za njeno vrnitev, nakar jih Mirica zadovoljna pusti same. Ugotovijo, da potrebujejo veliko piva, hrane in ruma, v katerega bodo zdrobile tablete Sovine babice ter ga tako uspavale. Mimo pridrvi Dream Team, skejterska skupina pod Mičevim vodstvom. Bumbar jih obvesti o pomembni tekmi med njimi ter Novogoričani, ki bi naj potekala pojutrijšnem. 
PET
Mič vneto razmišlja o spodletelem srečanju s Petro in sramoto, ki mu jo je povzročila mama. Prav tako mu misli polnijo ideje o novi rolki, saj je njegova že pri zadnjih močeh. Pozvoni domofon in Mič se oglasi Pljučki, ki ga prepriča, da pride dol z omembo ljubljene Petre. Pred radovednimi očmi se skrijejo v ropotarnico in Knedla ga povabi na Pljučkin rojstni dan z obljubo, da bo tam tudi Petra. Mič se po nekaj časa nezaupljivo strinja.
ŠEST
Sedaj dekleta v peskovniku kujejo peklenski načrt in sestavljajo seznam potrebnih reči za popolno izvedbo svoje prve ugrabitve. Knedla podrobno razloži plan, ko jih zopet preseneti Mirica. Pošljejo jo na popis vseh prebivalcev naselja, da bodo vedele, koliko ljudi bo na zabavi, kar jo zamoti za kar nekaj časa. Same se medtem podvizajo z izvedbo svojega načrta. Pljučka nakupi vse razen piva, Sova zamenja rum in kokakolo ter nerodno izmakne babičine tablete, Knedla pa doma ukrade pas, kladivo, baterijsko svetilko in krpo. Prva pride do graščine, kjer jo Pljučka obvesti, da Sove ne bo, ker se je ponesreči napila, saj je preliti rum zamenjala za kokakolo. Knedla pri graščini sliši sumljive glasove. Pljučka se odpravi v Peklensko graščino in našla prostor, kjer bodo skrile Miča, čudni glasovi je sploh ne ganejo.
SEDEM
Knedla in Pljučka skupaj odideta do graščine in Pljučka ji pokaže, kaj je včeraj našla. Del tal je bil pokrit z lesom in Knedla je menila, da je nekaj spodaj. Vse je bilo nared za ugrabitev; tablete v rumu, kladivo v grmovju, le večer je bilo še treba dočakati. Po vseh opravljenih opravilih se točno ob devetih zvečer odpravijo proti graščini. Na poti na kratko srečajo Mičevo mati. Ko končno prispejo, pripravijo še zadnjo hrano in že hodi proti njim Mič. Sprva nezaupljivo spije pivo in malo ruma, kmalu ga dekleta začnejo hitro pitati in ponujati rum, da poplakne hrano. Ko Mič ugotovi, da je nekaj narobe, je žal že prepozno, od alkohola in tablet bruha ter pade v nezavest. Med dekleti zavlada panika. 
OSEM
Po histeričnem kreganju se odločijo, da ga zvlečejo na zanj pripravljeno mesto, živega ali ne. Ob nošenju se Mič malce prebudi, zato ga Knedla udari po glavi s kladivom. Položijo ga na razgrnjen časopis in mu v usta porinejo kuhinjsko krpo. Pljučka noče ostati zraven ubogega Miča, zato se vse tri odpravijo domov, saj je ura odbila že polnoč, v graščini pa se zopet slišijo srhljivi glasovi. V nevihti se vrnejo domov, a jih čaka še soočenje z besno babico in nič manj jeznimi starši. V grozi gredo spat.
DEVET
Oče Kavčičevih sester se zbudi nadvse čemeren zaradi svojih hčerk, ki sta sedaj dobili kup opravil ter hišni pripor. Ko sta se starša odpravila na delo, Knedla hitro pokliče Sando, vendar se oglasi le babica. Pljučka noče vstati, zato se Knedla sama odpravi h graščini pogledat ali je Mič še živ. Zagleda stiropor in škatle, ki jih prejšnji večer ni bilo tam. Prestrašena pride do skrivališča in Mič v polmraku skozi krpo momlja v njeno smer, ampak Knedla jo hitro ucvre domov. Na poti domov sreča Sovo, ki nosi babici domov rogljičke in jo prepriča, da gre z njo nazaj, kljub njenemu hišnemu priporu. Na kratko ju ustavi pridigarka, kateri Sova želi vse izdati. Kmalu se ven primaje še Pljučka. Skrijejo se za kombi pekarne, ker jim spet preti Mirica. 
DESET
Dekleta se odpravijo proti graščini. Ko prispejo, Knedla opazi zopet novo škatlo, vendar se ostali dve ne zmenita dosti za to. Miča najdejo v groznem stanju in se kljub temu odločijo pregledati njegove žepe za kaj imetja. Ko se pomirijo mu Pljučka odstrani krpo iz ust in Mič pri priči začne zmerjati vse tri ter zagotovi Pljučki, da se z njo ne bo nikoli poljubljal. Hitro konča s krpo nazaj v ustih. Ugotovi, da bo moral malce sodelovati, če se želi rešiti. Pljučka mu pokaže svoje čare plesanja in petja, vendar ni nihče navdušen. Mič jim zagotovi, da je ponoči slišal korake in glasove. Nobena mu ne verjame in zopet ga zapustijo. Sovo na poti domov ustavi Petra in sprašuje po Miču. Ko prispe domov jo čaka pismo od staršev iz Nemčije in Sova se zelo razveseli. Babica jo obvesti, da je Petra zvonila tudi pri njej.
ENAJST
Mičeva mati je v globokih skrbeh za sina, oče pa je preveč pijan, da bi se ukvarjal s takšnimi stvarmi. Oba menita, da se skriva pred zakonom in ga raje ne prijavita kot pogrešano osebo, da mu ne nakopljeta še več težav. Med kreganjem jima na vrata pozvoni Mirica s svojim vabilom na zabavo in sproti izda nekaj informacij o Miču. Nedolgo zatem pri vratih pozvoni še zaskrbljena Petra, ki je trojico za las zgrešila. Tri prijateljice izmoledujejo večerni izhod od staršev ter babice in imajo tudi same namen se odpraviti k Mičevi mami. Zaradi Petre pa si premislijo in raje odidejo do Peklenske graščine preverit Miča. Slišijo nek motor, vendar glas kmalu utihne in odpravijo se v notranjost.
DVANAJST
V graščini najdejo še več novih škatel. Ko pridejo k Miču mu Pljučka odstrani krpo in on jih zopet opozori, da niso edini obiskovalci graščine. Mič hoče domov in na tekmo ter dekletom predlaga, da od njegovih staršev zahtevajo odkupnino. Pljučka ga pelje na stranišče. Ko se vrneta jih poskuša prepričati, da ponoči nekdo hodi okoli in v tistem trenutku v graščini glasno zadoni. Pljučka končno pride do sanjskega poljuba, vendar klavrno ugotovi, da se Mič sploh ne zna poljubljati, kar privede do spora. Krpo dobi nazaj v usta in dekleta se ponovno brez Miča vrnejo domov. Ostane sam in sliši glasove povsod okrog sebe, najprej še poskuša zaklicati na pomoč, nato pa od strahu utihne in omedli. To vidi Knedla, ki se je vrnila v graščino, medtem ko Pljučka in Sova zadržujeta radovedno Mirico. Knedla se ustraši podgan, spusti baterjisko svetilko in zbeži na prosto. Mirica nato vse tri seznani s tem, da bo njena zabava v Peklenski graščini in vse obnemijo.
TRINAJST
Oče sester zopet ne ve kaj bi s hčerama, vendar ga Knedla inteligentno poduči o odnosu med starši in najstniki. Starša odideta na delo in tako se lahko brez skrbi lotita pisanja pisma za Mičeva starša, v katerem prijazno zahtevata odkupnino. Odločita se, da bo treba Miča prestaviti v Mrki gozd. Ko se odpravita ven ju prestreže Mirica in Pljučka jo hitro odvleče v trgovino, Knedla in Sova pa odhitita do Miča. Ugotovita, da je voznik kombija, ki nosi napis Pekarna Krak in Mlekarna Kefir ista oseba, kar jima je zelo sumljivo. V graščini iščeta Knedlino izgubljeno baterijo in se še zadnji čas skrijeta pred prihodom neznanega možakarja. Ko odide pohitita k Miču, ki jima spet pove, da v graščini niso sami. Peljeta ga na stranišče in jo nato naglo ucvreta, ko se ponovno slišijo neki čudni glasovi.
ŠTIRINAJST
Sova ob prihodu domov vse zaupa babici, saj ne zdrži več pritiska, vendar je babica sploh ne posluša. Knedlo in Pljučko veselo kliče Mirica, da ju obvesti, da je vse naret za njeno zabavo. Ko odloži pa pri vratih pozvoni Petra. Od strahu nobena ne odpre vrat in Petra kmalu obupa ter odide. Ponovno zazvoni telefon in tokrak kliče Mičeva mati, da bi poizvedela, če dekleta kaj vedo o njenem sinu. Zvečer se izmuznita iz hiše, Sova prav tako. Pismo odvržejo v nabiralnik Mičevih staršev in se odpravijo proti graščini, pred katero so bili neki ljudje. Kljub strahu v pravem trenutku izginejo v notranjost in Miču odstranijo krpo ter ga odvežejo. Sova straži pri vhodu in se z nekom pogovarja. Ostale spreleteva srh.
PETNAJST
Sanda pravi, da se je pogovarjala z duhom. Vedno bolj razločno pod sabo slišijo grozljive moške glasove in se odločijo pobegniti. Pljučka pri tem pade skozi les na tleh in medtem ko jo Mič in Knedla poskušata potegniti gor, jo eden od tihotapcev vleče dol. Gor kmalu pridejo ostali tihotapci in otrokom zaprejo pot. Glavni ima v roki pištolo. K sreči se pripelje policija s Petro in aretirajo tihotapce, ki so jih naključno ujeli. Prišli so namreč zaradi Petrinega suma ugrabitve Miča. Mič je vse zanikal in obljubil dekletom, da bo tiho, če tudi one ne bodo omenjale vseh sramotnih stvari, ki so se zgodile. Vsi so se strinjali in Mič je končno objel ljubljeno Petro. Pljučka se je brez besed umaknila. 
EPILOG
Naslednji dan poteka tekma, ki jo kljub Mičevim trikom izgubijo. Zvečer Mirica priredi obljubljeno zabavo, ki je požela velik uspeh, trlo se je hrane, pijače in ljudi. Kljub nelagodnostim se je vse dobro končalo.

## Kritike
Mladinski roman Peklenske počitnice Dragica Haramija (2007: 49) uvršča med avanturistične realistične provesti.
“Peklenske počitnice so realistična pripoved, ki vsaj deloma vsebuje tudi detektivske elemente; v njej tri prijateljice (z vzdevki Pljučka, Knedla in Sova) ugrabijo fanta Miča, povod za ugrabitev pa je ljubezen, ki je on ne vrača Pljučki. Stopnjevanje napetosti je izraženo z opisom književnega prostora, ugrabljenega namreč dekleta zadržujejo v stari Peklenski graščini, ki stoji »tik ob mahovnato zelenem Mrkem gozdu«. Zgodba se za ugrabljenca pozitivno izteče, kajti spoznanje, da ljubezni ni mogoče izsiliti, prevesi zgodbo v pozitiven konec. bolj po naključju pa otroci razkrinkajo Križnarjevo tolpo, skupino tihotapcev.” (Haramija, 2007: 49)